# Donje Selo (gmina Cetynia)
Donje Selo (cyr. Доње Село) – wieś w Czarnogórze, w gminie Cetynia. W 2011 roku liczyła 10 mieszkańców.